# Gymnosoma ruficornis
Gymnosoma ruficornis là một loài ruồi trong họ Tachinidae.